# لويز أوتافيو (لاعب كرة قدم برازيلي)
لويز أوتافيو (بالبرتغالية: Luiz Otávio Anacleto Leandro‏) هو لاعب كرة قدم برازيلي في مركز الدفاع، ولد في 14 سبتمبر 1988 في Carmo, Rio de Janeiro ‏ في البرازيل. لعب مع نادي مادوريرا.

## وصلات خارجية
- لويز أوتافيو (لاعب كرة قدم برازيلي) على موقع قاعدة بيانات كرة القدم.إي يو (الإنجليزية)
- لويز أوتافيو (لاعب كرة قدم برازيلي) على موقع Soccerway.com (الإنجليزية)